# Platylabus curtorius
Platylabus curtorius är en stekelart som först beskrevs av Carl Peter Thunberg 1822.
Platylabus curtorius ingår i släktet Platylabus och familjen brokparasitsteklar. Arten är reproducerande i Sverige. Utöver nominatformen finns också underarten Platylabus curtorius abriesensis.